# Radics Gyula
Radics Gyula (Budapest, 1933. február 28. – Kaposvár, 1992. június 1.) magyar színész.

## Életpályája
Budapesten a Jászai Mari Művészegyüttesben kezdte pályáját. 1961-től 1990-ig nyugdíjba vonulásáig a kaposvári Csiky Gergely Színház művésze volt. Karakterszerepeket játszott.

## Színházi szerepeiből
- William Shakespeare: A windsori víg nők... Keszeg
- William Shakespeare: Antonius és Kleopatra... Alexas
- William Shakespeare: III. Richárd... Pap
- Bertolt Brecht – Kurt Weill: Koldusopera... Fűrész Róbert
- George Bernard Shaw: Szent Johanna... Hóhér
- Arthur Miller: A salemi boszorkányok... Herrick
- Makszim Gorkij: Éjjeli menedékhely... Tatár
- Pierre Barillet – Jean-Pierre Grédy – Nádas Gábor – Szenes Iván: A kaktusz virága...  Cochet úr, Julien betege
- Jean Gilbert: Az ártatlan Zsuzsi... Zickenblitz, gróf és gavallér
- Krzysztof Choiński: Éjszakai történet... Hosszú
- Arnold Wesker: A konyha... Főpincér
- Füst Milán: Boldogtalanok... Öreg parasztasszony
- Weöres Sándor: A kétfejű fenevad... Kolláth Rudolf gróf
- Szinetár György: Susmus... Igazgató
- Abay Pál: Piros jaguár... Mikovics
- Johann Strauss: A cigánybáró... Homonnay
- Kacsóh Pongrác: János vitéz... Strázsamester
- Farkas Ferenc: Csínom Palkó... Balogh Ádám
- Lehár Ferenc: Pacsirta... Józsi
- Kálmán Imre: Cirkuszhercegnő... Petrovics hadnagy
- Ábrahám Pál: Viktória... Kínai főpap
- Huszka Jenő: Gül Baba... Müezzin
- Háray Ferenc: Aladdin és a csodalámpa... Szellem
- Háray Ferenc: Kőszív... Leopold

## Filmes és televíziós szerepei
- Két pisztolylövés (1980)
- A tökfilkó (1982)